# Сера Кастања (Катанцаро)
Сера Кастања је насеље у Италији у округу Катанцаро, региону Калабрија.
Према процени из 2011. у насељу је живело 107 становника. Насеље се налази на надморској висини од 831 м.